# Tiago Rocha
Tiago Rocha (ur. 17 października 1985 w São Paio de Oleiros) – portugalski piłkarz ręczny, obrotowy, od 2017 zawodnik Sportingu.

## Kariera sportowa
W latach 2004–2014 był graczem FC Porto, z którym zdobył sześć mistrzostw Portugalii i dwa puchary kraju. W barwach portugalskiego klubu występował również w europejskich pucharach, m.in. w Pucharze EHF (w ciągu trzech sezonów zdobył w nim 61 goli) i Lidze Mistrzów, w której w sezonie 2013/2014 rzucił 18 bramek. W 2014 przeszedł do Wisły Płock. W sezonie 2015/2016 był jej najlepszym strzelcem w Lidze Mistrzów – zdobył 64 gole, w tym dziewięć w rozegranym 19 września 2015 meczu z Veszprém (27:27). Po zakończeniu sezonu 2016/2017, w którym rzucił 98 bramek w Superlidze i 31 w Lidze Mistrzów, ze względu na problemy osobiste poprosił o skrócenie obowiązującego do końca czerwca 2018 kontraktu z Wisłą, na co płocki klub wyraził zgodę. W lipcu 2017 podpisał trzyletnią umową ze Sportingiem. W sezonie 2017/2018 zdobył z nim mistrzostwo Portugalii, a w Lidze Mistrzów w 10 meczach rzucił 27 bramek.
W 2004 wziął udział w mistrzostwach Europy U-20 na Łotwie, podczas których zdobył siedem goli w siedmiu spotkaniach. W kadrze A rozegrał ponad 80 meczów i rzucił ponad 230 goli.

## Sukcesy
FC Porto
- Mistrzostwo Portugalii: 2008/2009, 2009/2010, 2010/2011, 2011/2012, 2012/2013, 2013/2014
- Puchar Portugalii: 2005/2006, 2006/2007

Sporting CP
- Mistrzostwo Portugalii: 2017/2018